# コートコーポレーション
株式会社コートコーポレーション（英語: Coat Corporation Ltd.）は、1991年（平成3年）に設立された日本のゲイビデオ製作会社である。

## 概要
1991年（平成3年）に「POWER GRIP」を創刊し、以降毎月コンスタントに8タイトル程度の作品を発売し、扱うジャンルも変えつつ現在までに200本以上のタイトルを数えている。『朝日新聞』『読売新聞』によれば男性同性愛者向けのアダルトビデオを専門に撮影しており、1993年（平成5年）ごろから1996年（平成8年）10月までの間に、計約90本のビデオ作品を制作、約9億7000万円を売り上げていた。またテレビの視聴者参加番組に出演して人気が出た女性が出演者の勧誘に関わるなどしており、判明しているだけで大学生約390人、高校生70人の出演が確認されていた（後述）。関連会社として有限会社「蔵建」(KURATATSU)、有限会社「COAT WEST」（大阪）があり、KURATATSUは1997年（平成9年）ごろから、COAT WESTは2003年（平成15年）から同名ブランドの作品をリリースしている。
初期の作品は「POWER GRIP」を代表に体育会系学生が出演するものがメインだったが、その後多くの新レーベルを立ち上げ、現在40以上のレーベルを有している。アスリート系・ジャニーズ系・リーマン系・ガチムチ系・SM系など、モデルや企画の幅は広く、ソフトなものからハードなものまで様々なジャンルの作品がある。
同じ頃、コートコーポレーションとしては初のシチュエーション・ゲイビデオ「Babylon」が創刊された（2021年までに65号）。1997年にはKURATATSUから「OUT STAFF」よりもヘビーな体育会系レーベル「danGet」と、ジャニーズJr.系レーベル「Fine」が設立された。danGetはvol.25（2008年）で打ち切られたが、Fineは現在もリリースされており、タイトル数は70を超えている（2021年まで）。その他にも多種多様なレーベルが設立された。その中の一つ「EXFEED」は後に独立している。

## 主なシリーズ
- POWER GRIP
- BABYLON
- DANGET
- OUT STAFF
- 変態面接官
- DISCOVERY
- SCOOOP!!!
- Fine
- COAT WEST
- NUMBER

### 真夏の夜の淫夢
『真夏の夜の淫夢』（まなつのよのいんむ、まなつのよるのいんむ）は、同社から2001年（平成13年）7月20日に発売されたゲイビデオである。正式なタイトルは『Babylon STAGE 34 真夏の夜の淫夢 〜the IMP〜』で、COATのブランドである「Babylon」シリーズの34作目にあたる。構成はストーリーに繋がりを持たない4つの章から成るオムニバス形式で、全章合わせて90分の作品である。
本作は2019年（令和元年）時点で、インターネット上でカルト的な人気を誇る作品であると評されている。中でも第四章「昏睡レイプ！野獣と化した先輩」に登場する「田所」（たどころ、通称：野獣先輩〈やじゅうせんぱい〉）の台詞はインターネット上で人気となっている。またミーム化に伴い近年は作品自体の価格も高騰しており、2025年（令和7年）4月1日にリサイクルショップ「駿河屋」に入荷された際には、810,810円という高値で販売された。

## 事件など
1995年（平成7年）2月、世田谷区北沢の路上で男子高校生3人を勧誘し、同性愛者向けのアダルトビデオに出演させていたとして、翌1996年（平成8年）10月14日、コートコーポレーションの当時の社長や社員の女、都立世田谷工業高校定時制教諭の男ら6人が、職業安定法違反（有害業務就業目的募集）容疑で警視庁生活安全特捜隊と町田警察署に逮捕されている。この6人のうち、社員の女（当時23歳）は逮捕の数年前までテレビのバラエティ番組に出演していたことがあり、路上で若い男性をスカウトしていたという。また『産経新聞』では、社長らはテレビ番組『天才・たけしの元気が出るテレビ!!』に出演したことがあるタレント（当時23歳）をスカウトとして雇い、高校生には撮影に応じるたびに1万円程度を支払っていたことや、高校教諭の男は新宿区歌舞伎町の同性愛専門店で共に逮捕された男の1人と知り合い、面接担当をしていたことが報じられている。